# Camille Robillard
Camille Robillard (Saint-Nazaire, 25 febbraio 2005) è una calciatrice francese, attaccante del Nantes.

## Biografia
Nata a Saint-Nazaire, secondogenita di Hélène e Jérôme Robillard, ha una fratello, Mathys, e due sorella, Clemence e Inès.

## Carriera

### Club
Appassionata di calcio, inizia a giocare a cinque anni tra le file del Saint-Aubin Guérande, dove lavora il padre.
Nel 2012 passa all'Amicale Saint-Lyphard, giocandovi fino al 2016, data del approdo al settore giovanile del Nantes.
Si fa tutta la trafila delle giovanili delle canarine, con una breve parentesi al pôle espoirs del Licée Brétigny nel 2020-2021, prima di fare il proprio debutto in prima squadra, che arriva il 18 settembre 2022 in una gara di Division 2 contro il La Roche-sur-Yon.
Ad inizio stagione 2023-2024 viene promossa da Nicolas Chabot in prima squadra, divenendo sin da subito una delle titolari inamovibili.
Fai il debutto stagionale alla prima di campionato contro l'Albi Marssac in cui segna due delle cinque reti che permettono alle canarine di prevalere per 3-5.
Nel corso della stagione disputa tutte le restanti ventuno gare, contribuendo da protagonista alla storica promozione del club in massima serie con un totale di 10 reti ventidue presenze, tra cui due doppiette contro Metz e Montauban.
La stagione successiva, il 21 settembre 2024, debutta in massima serie nella storica vittoria per 0-1 contro il Le Havre.
Qualche mese dopo, il 14 dicembre, segna invece la prima rete nella stessa competizione, in occasione della sonora sconfitta per 5-1 contro le campionesse in carica dell'Olympique Lione.

### Nazionale
In virtù delle prestazioni ottenute in avvio della stagione 2023-2024 con il Nantes, il 24 novembre 2023 riceve la prima convocazione in Under-19.
Debutta pochi giorni dopo contro le pari età del Messico (sconfitta per 0-1), subentrando nel corso del secondo tempo a Lucie Calba.
Dopo aver saltato la successiva gara contro il Brasile, nell'aprile 2024 prende parte a tutte e tre le partite di qualificazione all'europeo di categoria, segnando il suo primo gol in nazionale il 9 aprile, nella sfida contro la Repubblica Ceca.
Nel giugno successivo debutta anche con l'Under-20, prima di essere convocata per prendere parte alla fase finale dell'europeo under-19 in Lituania, dove scende in campo in tutte e quattro le gare che disputano le francesi, fermate in semifinale dai Paesi Bassi. Nel torneo realizza un totale di quattro reti: una contro la Serbia e una tripletta contro la Lituania.
Nel 2025 viene convocata assieme alla compagna di squadra Juliette Mossard in Under-23 per prendere parte alla Sud Ladies Cup, corrispondente femminile del Torneo Maurice Revello. Nel corso del torneo gioca in due delle tre gare giocate dalla nazionale francese, contribuendo alla vittoria del trofeo.

## Statistiche

### Presenze e reti nei club
Statistiche aggiornate al 7 maggio 2025.
| Stagione        | Squadra         | Campionato      | Campionato | Campionato | Coppe nazionali | Coppe nazionali | Coppe nazionali | Coppe continentali | Coppe continentali | Coppe continentali | Altre coppe | Altre coppe | Altre coppe | Totale | Totale |
| Stagione        | Squadra         | Comp            | Pres       | Reti       | Comp            | Pres            | Reti            | Comp               | Pres               | Reti               | Comp        | Pres        | Reti        | Pres   | Reti   |
| --------------- | --------------- | --------------- | ---------- | ---------- | --------------- | --------------- | --------------- | ------------------ | ------------------ | ------------------ | ----------- | ----------- | ----------- | ------ | ------ |
| 2022-2023       | Nantes          | D2              | 2          | 0          | CF              | 0               | 0               | -                  | -                  | -                  | -           | -           | -           | 2      | 0      |
| 2023-2024       | Nantes          | D2              | 22         | 10         | CF              | 3               | 0               | -                  | -                  | -                  | -           | -           | -           | 25     | 10     |
| 2024-2025       | Nantes          | PL              | 18         | 1          | CF              | 1               | 0               | -                  | -                  | -                  | -           | -           | -           | 19     | 1      |
| 2025-2026       | Nantes          | PL              | 0          | 0          | CF+CdL          | 0+0             | 0+0             | -                  | -                  | -                  | -           | -           | -           | 0      | 0      |
| Totale Nantes   | Totale Nantes   | Totale Nantes   | 42         | 11         |                 | 4               | 0               |                    | -                  | -                  |             | -           | -           | 46     | 11     |
| Totale carriera | Totale carriera | Totale carriera | 42         | 11         |                 | 4               | 0               |                    | -                  | -                  |             | -           | -           | 46     | 11     |